# Vườn quốc gia Burleigh Head

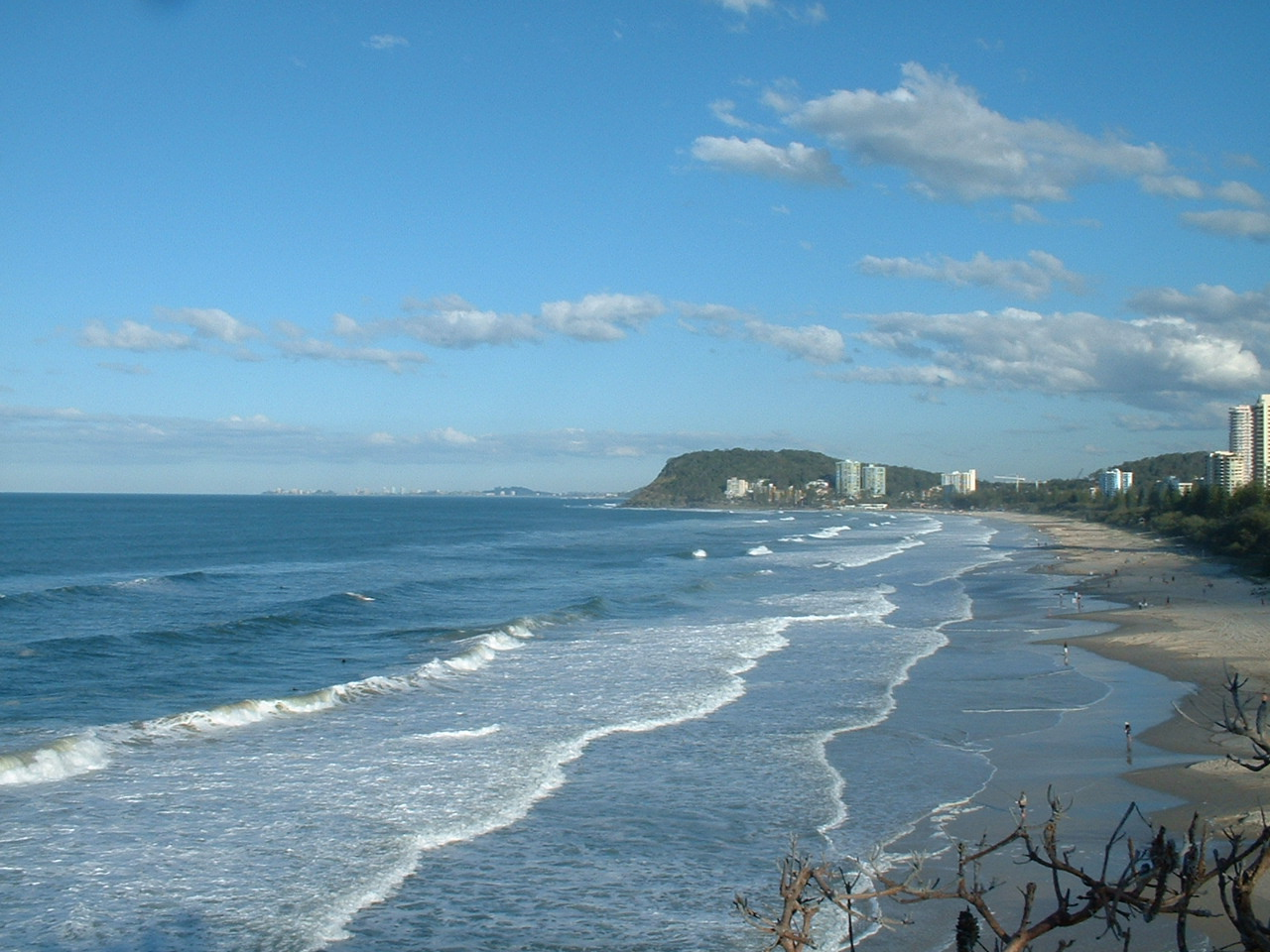
Cảnh Burleigh Head

Vườn quốc gia Burleigh Head là một vườn quốc gia ở bang Queensland, Úc, cách thành phố Brisbane 81 km về phía đông nam.
Vườn quốc gia này là nơi đi bộ, đi bộ đường dài và chạy thể dục được ưa thích vì có khí hậu lạnh. Có 2 đường đi bộ: 1 đường đi lên đỉnh núi cao khoảng 100 m trên mực nước biển, và 1 đường vòng quanh chân núi.
Việc hình thành mũi đất Burleigh xảy ra từ 23 - 25 triệu năm trước. Núi lửa Tweed lớn lao trên vùng đất sâu sau bờ biển Gold (Gold Coast hinterland) vẫn còn hoạt động. Dung nham basalt nóng chảy từ núi lửa chảy xuống khắp các thung lũng và làm cho các thung lũng này bị xói mòn. Các thung lũng này bị bao phủ bởi các đá trầm tích cứng lại, trước khi trở thành mũi đất Burleigh ngày nay.